# Академическая гребля на летних Олимпийских играх 2012
Соревнования по академической гребле на летних Олимпийских играх 2012 прошли с 28 июля по 5 августа. Были разыграны 14 комплектов наград среди 550 спортсменов, 353 мужчин и 197 женщин.

## События
Прошло восемь соревнований для мужчин и шесть для женщин. Соревнования включают в себя использование двух типов лодки (тяжёлых и лёгких), и два стиля гребли: распашная гребля, где спортсмены используют по одному веслу, и парная гребля, где используются пара вёсел.

## Календарь
| П | Предварительный этап | ⅛ | Одна восьмая | ¼ | Четвертьфиналы | ½ | Полуфиналы | Ф | Финал |

| Соревнование↓/Дата →                | Суб 28 | Вос 29 | Пон 30 | Вто 31 | Сре 1 | Чет 2 | Пят 3 | Суб 4 |
| ----------------------------------- | ------ | ------ | ------ | ------ | ----- | ----- | ----- | ----- |
| Одиночки (мужчины)                  | П      | ⅛      |        | ¼      | ½     |       | Ф     |       |
| Двойки (мужчины)                    | П      |        | ¼      |        | ½     |       | Ф     |       |
| Парные двойки (мужчины)             | П      | ¼      |        | ½      |       | Ф     |       |       |
| Парные двойки, лёгкий вес (мужчины) |        | П      |        | ¼      |       | ½     |       | Ф     |
| Четвёрки (мужчины)                  |        |        | П      | ¼      |       | ½     |       | Ф     |
| Парные четвёрки (мужчины)           | П      |        | ¼      |        | ½     |       | Ф     |       |
| Четвёрки, лёгкий вес (мужчины)      | П      | ¼      |        | ½      |       | Ф     |       |       |
| Восьмёрки (мужчины)                 | П      |        | ½      |        | Ф     |       |       |       |
| Одиночки (женщины)                  | П      | ⅛      |        | ¼      |       | ½     |       | Ф     |
| Двойки (женщины)                    | П      |        | ½      |        | Ф     |       |       |       |
| Парные двойки (женщины)             |        |        | П      | ½      |       |       | Ф     |       |
| Парные двойки, лёгкий вес (женщины) |        | П      |        | ¼      |       | ½     |       | Ф     |
| Парные четвёрки (женщины)           | П      |        | ½      |        | Ф     |       |       |       |
| Восьмёрки (женщины)                 |        | П      |        | ½      |       | Ф     |       |       |

## Медали

### Общий зачёт
(Жирным выделено самое большое количество медалей в своей категории; принимающая страна также выделена)
| Общее количество медалей |                |        |         |        |       |
| Место                    | Страна         | Золото | Серебро | Бронза | Всего |
| 1                        | Великобритания | 4      | 2       | 3      | 9     |
| 2                        | Новая Зеландия | 3      | 0       | 2      | 5     |
| 3                        | Германия       | 2      | 1       | 0      | 3     |
| 4                        | Дания          | 1      | 1       | 1      | 3     |
| 5                        | Чехия          | 1      | 1       | 0      | 2     |
| 6                        | США            | 1      | 0       | 2      | 3     |
| 7                        | ЮАР            | 1      | 0       | 0      | 1     |
| 7                        | Украина        | 1      | 0       | 0      | 1     |
| 9                        | Австралия      | 0      | 3       | 2      | 5     |
| 10                       | Канада         | 0      | 2       | 0      | 2     |
| 11                       | Китай          | 0      | 1       | 0      | 1     |
| 11                       | Хорватия       | 0      | 1       | 0      | 1     |
| 11                       | Франция        | 0      | 1       | 0      | 1     |
| 11                       | Италия         | 0      | 1       | 0      | 1     |
| 15                       | Греция         | 0      | 0       | 1      | 1     |
| 15                       | Нидерланды     | 0      | 0       | 1      | 1     |
| 15                       | Польша         | 0      | 0       | 1      | 1     |
| 15                       | Словения       | 0      | 0       | 1      | 1     |
| Всего                    | Всего          | 14     | 14      | 14     | 42    |

### Медалисты

#### Мужчины
| Дисциплина                | Золото | Серебро | Бронза |
| Одиночки                  | Махе Драйсдейл Новая Зеландия | Ондржей Сынек Чехия | Алан Кэмпбелл Великобритания |
| Двойки                    | Новая Зеландия · Эрик Маррей · Хэмиш Бонд | Франция · Жермен Шарден · Дориан Мортелетт | Великобритания · Джордж Нэш · Уильям Сэтч |
| Двойки парные             | Новая Зеландия · Натан Коэн · Джозеф Салливан | Италия · Аллесио Сартори · Романо Баттисти | Словения · Лука Шпик · Ижток Чоп |
| Двойки парные, лёгкий вес | Дания · Мадс Расмуссен · Квист Расмус Хансен | Великобритания · Зак Пёрчейз · Марк Хантер | Новая Зеландия · Сторм Уру · Питер Тейлор |
| Четвёрки                  | Великобритания · Алекс Грегори · Том Джеймс · Пит Рид · Эндрю Триггз-Ходж                                                                                            | Австралия · Джошуа Данкли-Смит · Дрю Гинн · Уильям Локвуд · Джеймс Чепмэн                                                                               | США · Скотт Голт · Чарли Коул · Гленн Очал · Хенрик Руммель |
| Четвёрки парные           | Германия · Филипп Венде · Тим Громан · Лауриц Шоф · Карл Шульце | Хорватия · Давид Шаин · Мартин Синкович · Дамир Мартин · Валент Синкович                                                                                | Австралия · Кристофер Морган · Карстен Форстерлинг · Джеймс Макрэй · Дэниел Нунэн                                                                              |
| Четвёрки, лёгкий вес      | ЮАР · Джеймс Томпсон · Мэттью Бриттэйн · Джон Смит · Сизве Ндлову | Великобритания · Питер Чемберс · Роб Уильямс · Ричард Чемберс · Крис Бартли                                                                             | Дания · Каспер Винтер · Мортен Йоргенсен · Якоб Барсое · Эскильд Эббесен                                                                                       |
| Восьмёрки                 | Германия · Филип Адамски · Кристоф Вильке · Мартин Зауэр · Эрик Йоханнесен · Андреас Куффнер · Флориан Менниген · Лукас Мюллер · Максимилиан Райнельт · Рихард Шмидт | Канада · Эндрю Бирнс · Гейбриел Берген · Джеремайя Браун · Роберт Гибсон · Уилл Крозерс · Даглас Чима · Конлин Маккейб · Брайан Прайс · Малкольм Ховард | Великобритания · Ричард Эгинтон · Константин Лулудис · Мэттью Лэнгридж · Алекс Партридж · Том Рэнсли · Мохамед Сбихи · Грегори Сирл · Джеймс Фоад · Филан Хилл |

#### Женщины
| Дисциплина                | Золото | Серебро | Бронза |
| Одиночки                  | Мирослава Кнапкова Чехия | Фие Удбю Эриксен Дания | Ким Кроу Австралия |
| Двойки                    | Великобритания · Хелен Гловер · Хизер Стэннинг                                                                                                   | Австралия · Кейт Хорнзи · Сара Тейт | Новая Зеландия · Джульетт Хэйг · Ребекка Скоун |
| Двойки парные             | Великобритания · Анна Уоткинс · Кэтрин Грейнджер                                                                                                 | Австралия · Ким Кроу · Брук Пратли | Польша · Магдалена Фуларчик · Юлия Михальская |
| Двойки парные, лёгкий вес | Великобритания · Кэтрин Коупленд · Софи Хоскинг                                                                                                  | Китай · Сюй Дунсян · Хуан Вэньи | Греция · Христина Язидзиду · Александра Циаву |
| Четвёрки парные           | Украина · Яна Дементьева · Наталия Довгодько · Анастасия Коженкова · Екатерина Тарасенко                                                         | Германия · Карина Бер · Бритта Оппельт · Юлия Рихтер · Аннекатрин Тиле                                                                                                | США · Натали Делл · Меган Калмо · Кара Колер · Эдриенн Мартелли |
| Восьмёрки                 | США · Эрин Кафаро · Жужанна Франсия · Эстер Лофгрен · Тейлор Ритцель · Меган Мусницки · Элеанор Логан · Кэролайн Линд · Кэрин Дэвис · Мэри Уиппл | Канада · Джанин Хансон · Рейчел Винберг · Криста Гюлуан · Лорен Уилкинсон · Натали Мастраччи · Эшли Бжозович · Дарси Марквардт · Андреанн Морен · Лесли Томпсон-Уилли | Нидерланды · Якобин Венховен · Нинке Кингма · Шанталь Ахтенберг · Ситске де Грот · Ролин Репелар ван Дрил · Клаудия Белдербос · Карлин Бау · Аннемик де Хан · Анне Схеллекенс |

## Спортивные объекты

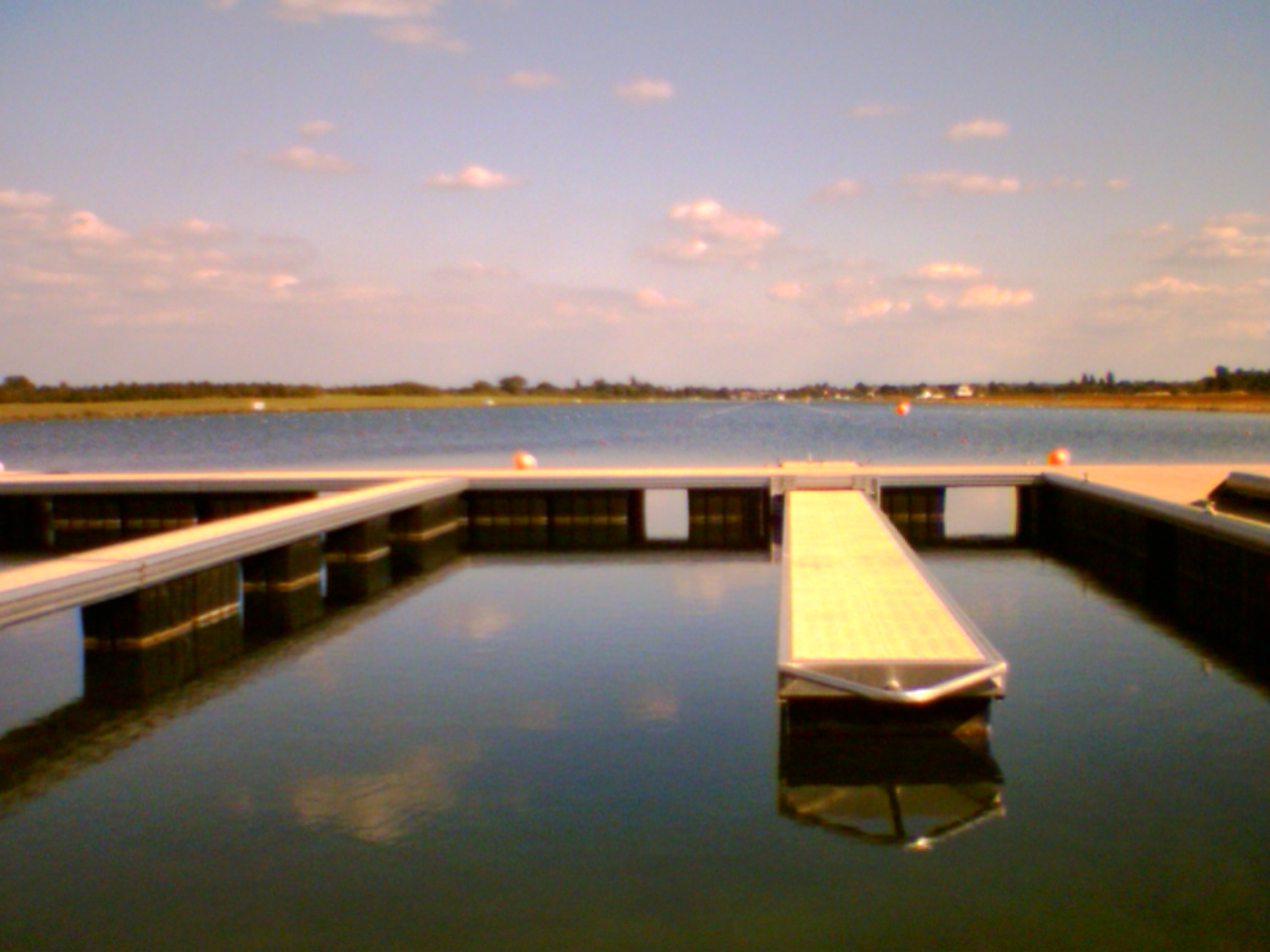
Стартовая линия в Итон-Дорни

Все гребные соревнования проходили в Гребном центре Итон-Дорни близ Виндзорского замка в 40 км к западу от Лондона. Имеется восемь полос, а длина составляет 2200 метров в длину.
| Гребной канал Дорни   |
| --------------------- |
| Вид с птичьего полёта |
| Вместимость: 20 000   |

## Квалификация
Каждая конкурирующая страна могла претендовать на одну лодку для каждого из четырнадцати событий. Большинство мест квалификации были присуждены по итогам чемпионата мира 2011 года, проходившего на озере Блейско в городе Блед в Словении, в августе и сентябре 2011 года. Места, предоставляемые национальным олимпийским комитетам, а не конкретным спортсменам, занимают верхние одиннадцать строчек в списках для мужчин и от семи до девяти для женщины, за исключением восьмёрок, где им предоставляются первые семь строчек для мужчин и первые пять  для женщин. Далее места распределялись по результатам трёх континентальных отборочных регат в Африке, Азии и Латинской Америке, и окончательное квалификационной олимпийской регаты в Люцерне в Швейцарии.